# Bruce Bickford
Bruce Bickford (Seattle, 11 febbraio 1947 – 28 aprile 2019) è stato un animatore statunitense, che lavora soprattutto con la tecnica della claymation conosciuto in tutto il mondo per aver realizzato i video musicali di Frank Zappa.

## Biografia
Bruce Bickford nasce a Seattle nel 1947 e comincia con l'animazione all'età di 17 anni realizzando brevi cortometraggi amatoriali. Nel 1964 consegue il diploma della high school e viene arruolato nel servizio militare dal 1966 al 1969. Al suo ritorno ritorna a dedicarsi all'animazione e realizza il primo lavoro nel 1970. Nel 1973 si trasferisce a Los Angeles in cerca di lavoro e qui incontra Frank Zappa con il quale lavorerà negli anni tra il 1974 e il 1980. Successivamente ritorna a Seattle dedicandosi all'animazione in maniera personale per la maggior parte del suo tempo.
La sua vita è stata raccontata nel 2004 nel documentario Monster Road diretto da Brett Ingram.

## Immaginario
L'interpretazione dei lavori di Bruce Bickford è estremamente soggettiva nei contenuti e nei concetti. La maggior parte delle sue opere raffigurano trasformazioni di esseri umani e facce sfigurate in orribili bestie. Le ambientazioni surreali, con particolari movimenti di camera, contribuiscono a creare un immaginario disturbante e impressionante.